# Pandemos pasiphae
Pandemos pasiphae är en fjärilsart som beskrevs av Pieter Cramer 1775. Pandemos pasiphae ingår i släktet Pandemos och familjen Riodinidae. Inga underarter finns listade i Catalogue of Life.

## Bildgalleri

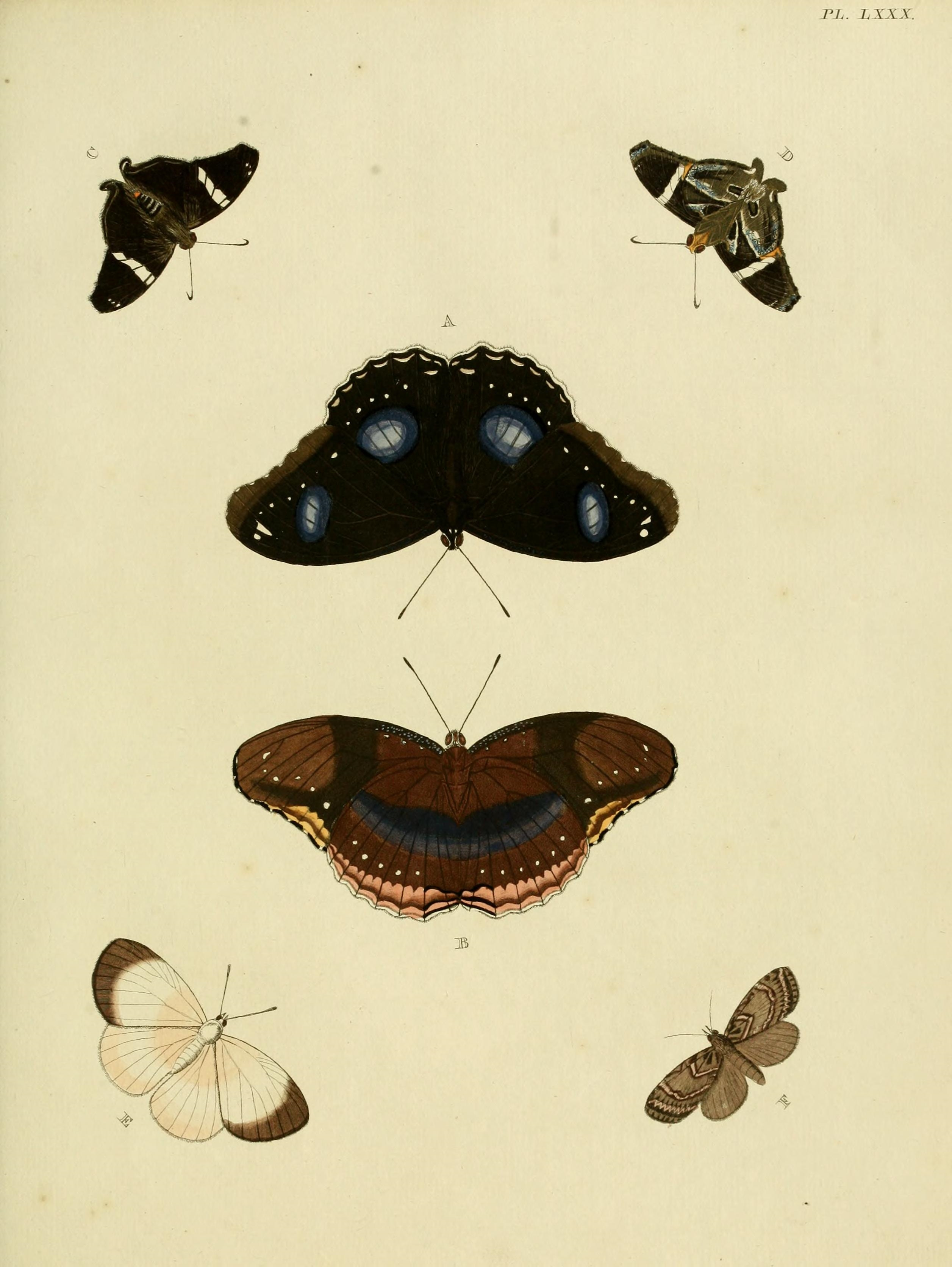
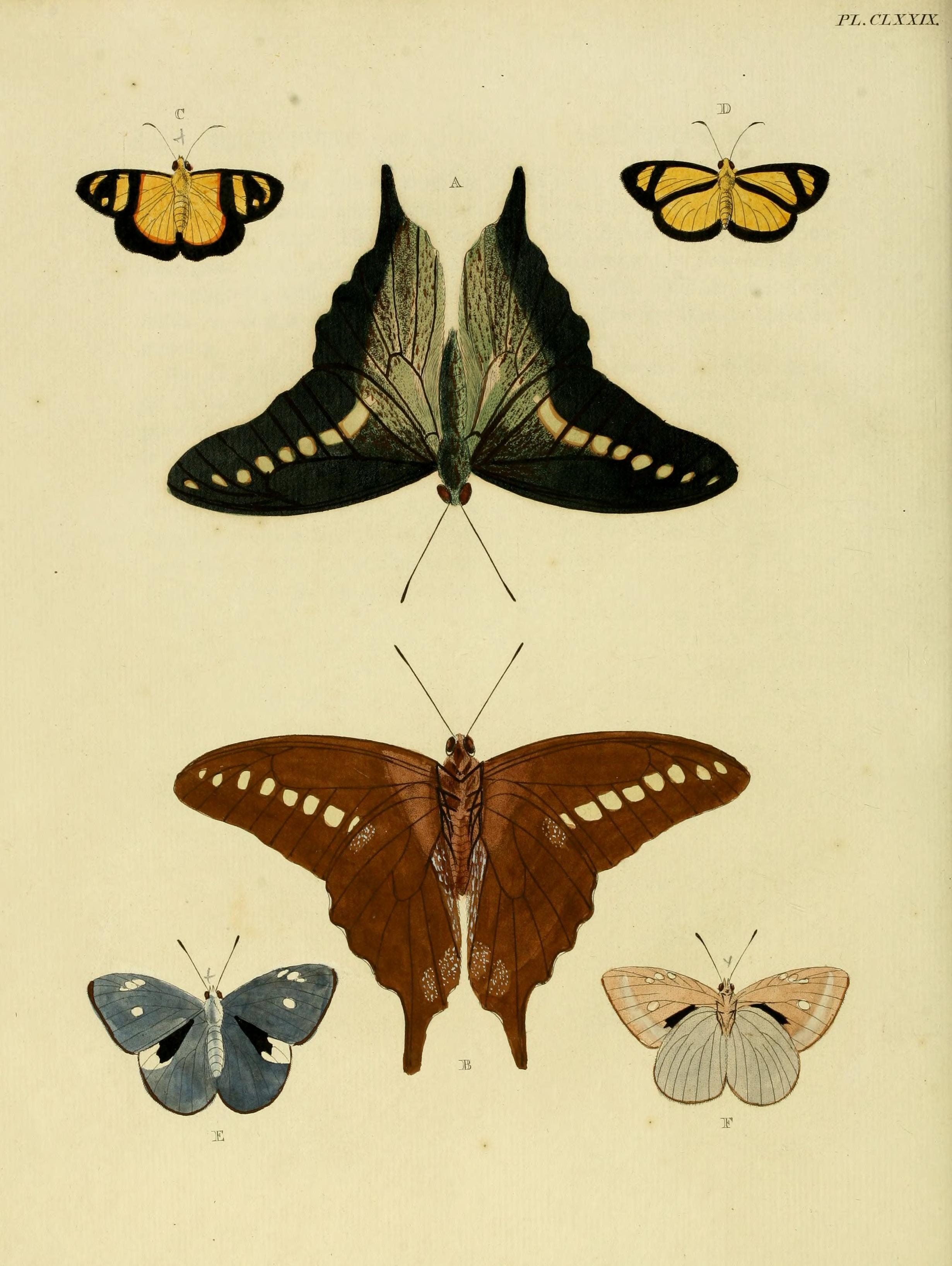